# صلاح اللبكي
صَلاح لَبكي (1906 - 1955 م) هو شاعر وأديب وصحافي ومحام لبناني. له مؤلفات شعرية، وكتابات أدبية ونقدية، وقد تناول أعماله العديد من الباحثين والأكاديميين، فهو يعدّ من الشعراء العرب الذين مهّدوا إلى ما يسّمى «الشعر العربي الحديث» في أو اخر القرن العشرين، كما يعد أحد رواد حركة التجديد في الشعر العربي عمومًا، واللبناني خصوصًا في الربع الثاني من القرن العشرين. ترجمت له قصائد إلى الإسبانية، ونال الوسام الأكاديمي الفرنسي، ومنح درجة الدكتوراه الفخرية من معهد كاليفورنيا الدولي، كما نال وسام الأرز من رتبة ضابط.

## بدايات
ولد صلاح نعوم اللبكي في 6 آب (أغسطس) 1906 في سان باولو البرازيل، وهو من بلدة بعبدات اللبنانية. انتقل والده وهو صحافي إلى البرازيل فولد صلاح هناك، ثم عاد مع عائلته إلى لبنان في العام 1908، حيث عاش صلاح كل حياته، وكانت وفاته في بلدة بيت مري في 20 تموز (يوليو) 1955، بالسكتة القلبية، ونقل حثمانه إلى بلدته بعبدات ليدفن فيها.
عاد صلاح إلى لبنان، فالتحق بمدرسة الآباء الكبوشيين في بعبدات، وتلقى دروسًا خاصة في اللغة الفرنسية، ثم درس في مدرسة الحكمة ببيروت، ثم مدرسة عينطورة التي تخرج فيها (1927)، حيث نال الشهادة الثانوية، انتقل إلى معهد الحقوق الفرنسي في بيروت، وتخرّج في العام 1930 محاميا، وقد تدرّج في مكتب رئيس الجمهورية لاحقاً، كميل نمر شمعون.

لم يتسنَّ لصلاح أن يحيا مطمئنًا في مطلع عمره، لأن العسكر العثماني كان يطارد والده، ويفاجئ المنزل العائلي يوميًّا، ويروّع صلاح وأشقاءه. أما مرحلة الشباب فقضاها في مسقط رأس العائلة بعبدات، وفاخر بالانتساب إلى تراثها العريق، وقد قال في وصفها: 
«قريتي زاوية محكمة البناء في صرح الأمة، ويد سمحاء في عطاء المجد. في البعيد البعيد قُوّاد منها وجنود دافعوا عن حياض العزّ في لبنان، وأدباء وفنانون وعلماء أغنت آثارهم تراث الحضارة فيه». 

## حياته الثقافية والسياسية
أخذ صلاح عن والده تعلقه بالصحافة، فنعوم من أدباء المهجر، وصاحب جريدتي «الرقيب» و«المناظر»، وقد تتلمذ صلاح على يديه. وإلى جانب ذلك، اشتغل مدرسًا في خلال دراسته الجامعية.
من خلال مهنته في المحاماة، وتاريخ والده نعوم في العمل السياسي، إذ رأس المجلس النيابي اللبناني في العام 1923، اتصل صلاح بكبار السياسيين في لبنان، وعمل في مكاتبهم، وقد تألق نجمه في عدة صحف آنذاك، منها: البشير، الحديث، الشراع، المعرض، المكشوف، نداء الوطن. ففي العام 1946، كتب في جريدة البشير باسم مستعار هو «درويش»، ولسوء حظه أدت افتتاحياته العنيفة إلى توقيف الجريدة نهائياً. ثم انتقل إلى جريدة العمل إلاّ أن سياسة حزب الكتائب قيّدته، فكتب باعتدال تاركاً لقلمه الخيال الحر في تدبيج افتتاحيات جريدة الحديث.
كان صلاح عضوًا في «الكتلة الوطنية» التي كان يرأسها إميل إدة، وفي أحزاب وجمعيات أخرى؛ فقد انتمى إلى الحزب السوري القومي الاجتماعي، وانتخب نائبًا لزعيم الحزب،  وسجن مرتين. وفي شتاء 1951 اجتمع كل من: صلاح لبكي وميشال أسمر وأحمد مكي وغسان تويني وجميل جبر في مكاتب جريدة النهار، وقرّروا تأسيس جمعية تضم أبرز أدباء لبنان تحت اسم: أهل القلم، وانتخب صلاح رئيسًا لها (1952 - 1955).
ألقى محاضرات في الشعر العربي في معهد الدراسات العربية العالية في القاهرة. واهتمّ بالأدب العربي القديم والحديث، كما اهتمَّ بالشعر الفرنسي وتأثر به، ولا سيما الرومانسي والرمزي منه. لمع اسمه شاعرًا، منذ أن بدأ بنشر بواكيره العربية بدءًا من العام 1938، ولعل أكثرها جاء من وحي الطبيعة، ووحي عروس أحلامه عائدة كساب ابنة فريد كساب والأديبة سلمى صائغ، وأم وحيده نعوم التي تزوجها سنة 1933.

عاش صلاح لبكي شاعراً، وتصرّف كشاعر حتى في حياته السياسية والعملية، فكانت مثاليته مصدر خيبته التي بطنت بعض قصائده، وكان السأم أليفه بعد أن هوت به إلى الحضيض «أرجوحة القمر» فأدرك أنه عاجز عن القبض على السراب. وقد قال فيه ألبرت الريحاني: 
«هو شاعر يغنينا الشعر بأنغام قيثارة مشدودة تدغدغ النفس، وتحليها، فما تناول لونا من الشعر الا ووشحه بالمرهف من احساسه، وبالرقيق المهفهف من روحه».
ويقول الشاعر اللبناني يونس الابن فيه: 
«عرفته صادقاً في أحكامه الأدبية حتى ولو كان صدقه سبباً لخلاف، وعداء مع أقرب الأصدقاء اليه».

## آثاره
كتب صلاح لبكي في الشعر والنثر، وأعيد طبع أعماله غير مرة، وله قصائد نشرتها صحف عصره، ولم تتضمنها دواوينه، منها: القلب الدامي ومثلي كل محب ، وعطور الفؤاد ، والظمأ وموت الشباب، وإليك بالورد، وفما للحر عيش في مكان. ومن أعماله:

### الشعرية
- أرجوحة القمر - 1938 [25] (أعيد طبعه أكثر من أربع مرات [26]
- مواعيد - 1943 - قدم له رشدي المعلوف [27]
- سأم - 1949 (طبع أكثر من أربع مرات)، وقد كتب مقدمة الديوان: الشاعر سعيد عقل [28]
- غرباء - 1956 (نشر بعد وفاته)[29]
- حنين - 1961 (صدر بعد وفاته) [30]

### النثرية
- من أعماق الجبل (مقالات) - 1945 [31][32]
- لبنان الشاعر - 1954 [33]
- التيارات الأدبية الحديثة في لبنان 1955 [34][35]
- وله في الترجمة: بودلير بقلمه. - 1969 (صدر بعد وفاته)

صدرت أعماله الشعرية والنثرية في مجلدين في بيروت في العام 1981، عن المؤسسة الجامعية.

## مقالات ودراسات في أدبه
- أحمد بشارة: تجليات الرومانسية في شعر صلاح لبكي: دراسة في المضمون والأداء - 2008، لا. د.[38]
- أمين الريحاني: من أمين الريحاني إلى صلاح لبكي - الجمهور 1938 - ع 74 - 2.[2]
- اميل بديع يعقوب: معجم الشعراء منذ بدء عصر النهضة (مجلدان) - دار صادر، بيروت 2004[39]
- أمية حمدان: الرمزية والرومنطيقية في الشعر اللبناني: دار الرشيد للنشر - وزارة الثقافة والإعلام - بغداد 1981.[8][40]
- إلياس زخريا: المناخ اللبناني في أرجوحة القمر - الجمهور 1935 - ع 71
- إيليا سليم حاوي: صلاح لبكي شاعر الروح والبوح - دار الكتاب اللبناني - بيروت (د. ت).
- جميل جبر: ما قل ودل: صلاح لبكي - مؤسسة نوفل، بيروت 2006
- درويش الجندي: الرمز والرمزية في الأدب العربي - مكتبة نهضة مصر -القاهرة 1958.
- ربيعة أبي فاضل: تحت الضوء - صلاح لبكي رمزيَّة مشرقيَّة حميمة لا يزال «لبنان الشاعر» في حاجةٍ إليها! - النهار 7 أيلول 2016 [41]
- رشدي المعلوف: نقد لديوان مواعيد - الأديب 1944 - ع 1 - 56.
- صادق شيبوب: إن صلاح لبكي شاعر... - الجمهور 1938.
- صلاح الأسير: النغم المسيطر في أرجوحة القمر - الجمهور 1938.
- كامل فرحان صالح: حركية الأدب وفاعليته، الحداثة، بيروت 2018.[42]
- مارون عبود: مجددون ومجترون - دار العلم للملايين - بيروت 1948 : رواد النهضة الحديثة - دار العلم للملايين - بيروت 1952.[43]
- محمد فتوح أحمد: الرمز والرمزية في الشعر المعاصر - دار المعارف بمصر - 1977.
- نازك الملائكة: الطيب المستبد - الآداب 1953 - ع 3 - 62.